# Ленина (Воловский район)
Ле́нина — посёлок в Воловском районе Липецкой области России. Входит в состав Ожогинского сельсовета.

## География
Посёлок находится в юго-западной части Липецкой области, в лесостепной зоне, в пределах восточных отрогов Среднерусской возвышенности, на правом берегу реки Олым, на расстоянии примерно 13 км (по прямой) к востоку-юго-востоку (ESE) от села Волово, административного центра района. Абсолютная высота — 152 м над уровнем моря.
Климат
Климат умеренно континентальный с теплым летом и умеренно морозной зимой.
Часовой пояс
Посёлок Ленина, как и вся Липецкая область, находится в часовой зоне МСК (московское время). Смещение применяемого времени относительно UTC составляет +3:00.

## Население
| 2010 | 2012 |
| ---- | ---- |
| 45   | →45  |

Гендерный состав
По данным Всероссийской переписи населения 2010 года, в гендерной структуре населения мужчины составляли 42,2 %, женщины — соответственно 57,8 %.
Национальный состав
Согласно результатам переписи 2002 года, в национальной структуре населения русские составляли 98 % из 46 чел.

## Улицы
Уличная сеть посёлка состоит из одной улицы (ул. Ленина).